# Universidad Nacional Médica Bogomolets
La Universidad Nacional Médica Bogomolets (NMU) es una escuela médica fundada en 1841 en la ciudad de Kiev, por aquel entonces capital de la Gobernación de Kiev del Imperio ruso. Fue fundada personalmente Zar ruso Nicolás I como Universidad del Santo Vladímir. La universidad fue nombrada posteriormente en honor al fisiólogo Aleksander Bogomolets. NMU proporciona formación médica para más de 10.000 estudiantes, incluyendo aproximadamente 1.300 estudiantes extranjeros de más de 50 países.[cita requerida] La universidad emplea aproximadamente 1.200 personas como personal de enseñanza.
La Universidad Nacional Médica Bogomolets es una de las mejores universidades médicas en Ucrania. El grado de la universidad está reconocido por la mayoría de organizaciones profesionales del mundo como la OMS, la UNESCO o el Consejo Médico de la India. Ofrece varios cursos de pregrado para ayudar a preparar el nivel del futuro alumnado. La universidad consta de 10 facultades. La NMU también tiene un Instituto separado para cursos de posgrado. La institución es pionera en preparar personal médico especialista y personal de investigación en el campo de la medicina. Del personal educativo de la NMU, unas 850 personas están doctoradas en medicina y otras 200 tienen doctorados en otros ámbitos.

## Egresados
- 1860: Vladímir Bets, anatomista ucraniano, histologista y profesor de la Universidad, famoso por su descubrimiento de neuronas piramidales gigantes de motor primario, conocidas hoy en día como células de Betz.
- 1925: Faust Shkaravsky, fue un oficial, físico y experto forense del Ejército Rojo durante Segunda Guerra Mundial. Famoso por realizar la autopsia de Adolf Hitler y Eva Braun en 1945.
- 1946: Isaac Trachtenberg, miembro de Academia Nacional de Ciencias de Ucrania.
- Marina Poroshenko, primera dama de Ucrania.
- 1989: Olha Bohomolets, cantante, compositora, física, y candidata a la presidencia.
- Oleg Musi, Ministro de Salud de Ucrania.
- Elena Teplitskaya, doctora, psicóloga y académica.